# Aurad
Aurad é uma panchayat (vila) no distrito de Bidar, no estado indiano de Karnataka.

## Geografia
Aurad está localizada a 18° 15′ N, 77° 26′ L. Tem uma altitude média de 542 metros (1778 pés).

## Demografia
Segundo o censo de 2001, Aurad tinha uma população de 16 189 habitantes. Os indivíduos do sexo masculino constituem 52% da população e os do sexo feminino 48%. Aurad tem uma taxa de literacia de 56%, inferior à média nacional de 59,5%; com 60% para o sexo masculino e 40% para o sexo feminino. 17% da população está abaixo dos 6 anos de idade.